# Monoteletyzm
Monoteletyzm (od stgr. μόνος monos „jedyny” i θέλω thelo „chcę, mam wolę”) – pogląd w teologii chrześcijańskiej z VII w., według którego Chrystus, zarówno w swojej naturze boskiej, jak i ludzkiej, kierował się jedną wolą.

## Przebieg sporu

### Okres monoenergizmu od początku do 638 roku
W okresie od V do VIII wieku Kościół wschodni (w szczególności patriarchat Antiochii) był rozdzierany walką różnych poglądów teologicznych – monofizytyzmu i diofizytyzmu. Określenie „walka” należy rozumieć dosłownie – dochodziło do użycia siły, zamieszek, a nawet starć zbrojnych. W roku 451 sobór chalcedoński oficjalnie przyjął diofizytyzm, a monofizytyzm wyklął jako herezję, co jednak nie zakończyło rozłamu, gdyż spora część wiernych i hierarchii (zwłaszcza w Egipcie i w Syrii) odrzuciła kanony tego soboru. W spór angażowały się władze świeckie Cesarstwa Bizantyjskiego, udzielając pomocy na przemian obu stronom sporu, w zależności od poglądów aktualnego władcy. Jednakże ciągłe walki osłabiały państwo; dlatego cesarz Herakliusz postanowił załagodzić spór kompromisem. Pozyskał do tego pomysłu patriarchę konstantynopolitańskiego Sergiusza, któremu pojednanie również leżało na sercu, ponieważ sam pochodził z rodziny syryjskich monofizytów.
On też stał się twórcą kompromisowej doktryny. Około 618 napisał list do aleksandryjskiego monofizyty Jana Arsana z prośbą o zestawienie tekstów biblijnych i Ojców Kościoła mówiących o „jednym”działaniu" w Jezusie. Na tej podstawie patriarcha wysnuł wniosek, że w Jezusie istnieją dwie natury – boska i ludzka (element diofizycki), lecz tylko jedno działanie, którego źródłem nie jest natura, lecz osoba (monoenergizm – element monofizycki). Podkreślał, że święty Paweł w liście do Filipian napisał: „Albowiem to Bóg jest w was sprawcą i chcenia i działania zgodnie z Jego wolą” (θεὸς γάρ ἐστιν ὁ ἐνεργῶν ἐν ὑμῖν καὶ τὸ θέλειν καὶ τὸ ἐνεργεῖν ὑπὲρ τῆς εὐδοκίας theos gar estin ho energon en hymin kai to thelein kai to energein hyper tes eudokias, Flp 2.13). Powstała więc doktryna przyjmująca jedną wolę bosko-ludzką.
W 633 patriarcha Aleksandrii Cyrus przyjął tę naukę i wyłożył jej zasady w liście zwanym Psefos, po czym zaczął siłą wprowadzać tę doktrynę w życie. Patriarcha Cyrus wysłał także list do papieża Honoriusza I ze sprawozdaniem z dobrych rezultatów pojednania z monofizytami. Papież, nie orientujący się w zawiłościach doktrynalnych Wschodu, uznał nowe idee. Jedynie patriarcha Jerozolimy Sofroniusz, przeciwnik Sergiusza, wysłał do Rzymu list podkreślający istnienie dwóch działań w Jezusie. Papież poprosił patriarchę Konstantynopola o zakończenie sporu. W 638 cesarz Herakliusz wydał edykt znany jako Ekthesis, w którym udzielił monoteletyzmowi oficjalnego poparcia.

### Okres monoteletyzmu
Edykt spowodował poważne zadrażnienia pomiędzy Bizancjum a Rzymem. Jednak już w 638 zmarli główni aktorzy sporu – papież Honoriusz I, patriarcha Sergiusz i patriarcha Sofroniusz. Miejsce Sergiusza zajął Pyrrus I, który wkrótce, zachowując tytuł „najświętszego”, został pozbawiony godności na rzecz Pawła II. Tymczasem na tronie świętego Piotra w Rzymie zasiadł Teodor, który domagał się kanonicznego odwołania Pyrrusa. Po wymianie listów Teodor I wyklął Pawła II, który zrewanżował się poprzewracaniem ołtarzy w rezydencji apokryzariuszy (przedstawicieli papieża w Konstantynopolu). Paweł II uzyskał poparcie cesarza Konstansa II i wydał (648) Typos – list zakazujący dyskusji o dwóch wolach lub energiach w Chrystusie. Natomiast Patriarcha Pyrrus, pod wpływem Maksyma Wyznawcy, wyrzekł się monoteletyzmu. Nowy papież Marcin I zwołał w 649 synod laterański, który potępił doktrynę jako nieortodoksyjną. W 653 egzarcha raweński uwięził papieża Marcina I, który został skazany na wygnanie za zdradę stanu. Monoteletyzm został potępiony ostatecznie na soborze konstantynopolitańskim III w latach 680-681.
Spora część źródeł historycznych wskazuje, że monoteletyzm stał się oficjalną nauką Kościoła maronickiego – choć sam ten Kościół temu zaprzecza, a jego dzisiejsza nauka jest całkowicie katolicka. Poza tym wątpliwym przypadkiem doktryna monoteletyzmu nie przetrwała w żadnej denominacji, nie znalazła również kontynuatorów w średniowieczu ani w czasach nowożytnych.